# Dongfeng Fengon ix7
La Dongfeng Fengon ix7 è una SUV di grandi dimensioni prodotta dal 2019 al 2023 dalla casa automobilistica cinese DFSK Motor (joint venture tra la Dongfeng Motor Corporation e la Sokon). Sui mercati d’esportazione viene venduta come DFSK Glory ix7.

## Storia
Presentato al salone di Chengdu nel novembre 2019 la Fengon ix7 (nome in codice "F517") è il modello di punta della gamma DFSK. Inizialmente il nome registrato doveva essere 580 Max ma venne cambiato prima del lancio per evitare confusione con l’altro SUV del costruttore cinese (il Fengon 580) non essendo correlati.
La meccanica della ix7 è derivata da quella della più compatta ix5 ma con passo allungato e carreggiate allargate, e viene progettata insieme alla BorgWarner per poter adottare anche la trazione integrale.
Esteticamente la vettura presenta lo stesso family feeling stilistico adottato anche dalla più compatta ix5 ma con l’andamento della carrozzeria tipico dei SUV sette posti, il frontale caratterizzato dalla grande calandra (cromata o con listelli neri) che si estende dal cofano fino ai paraurti e i fanali integrati a LED. Nella coda è presente la fanaleria raccordata in un unico pezzo lungo tutto il bagagliaio. 
L’interno presenta una strumentazione completamente difitale abbinata al sistema multimediale touchscreen da 12,5 pollici e ai comandi del clima anch’essi touchscreen con display da 12,5 pollici. L’abitacolo è a sette posti con la terza fila ripiegabile nel pianale.

## Meccanica
Lunga 4,93 metri la ix7 utilizza lo stesso telaio della piccola ix5 ma adotta sia la trazione anteriore che quella integrale sviluppata dalla BorgWarner. Il motore è montato in posizione anteriore-trasversale, mentre le sospensioni anteriori a ruote indipendenti MacPherson e posteriori a ruote indipendenti multilink e barra stabilizzatrice. I freni anteriori sono a disco ventilati e i posteriori a disco. 
Di serie tutti i modelli possiedono sei airbag, ABS ed EBD, controllo di stabilità e di trazione, frenata automatica d’emergenza, mantenimento corsia attivo, e rilevatore di stanchezza e veicoli in fase di sorpasso.
La gamma motori è composta da un unico propulsore a quattro cilindri benzina 2.0 Turbo 16 valvole  erogante 231 cavalli e 355 Nm di coppia a 4.000 giri/min abbinato ad un cambio automatico a 6 rapporti Aisin.